# Aggie Beever-Jones
Agnes "Aggie" Beever-Jones (Carshalton, 27 juli 2002) is een voetbalspeelster uit Engeland. Ze speelt als aanvaller voor Chelsea FC in de Super League.

## Clubcarrière
Beever-Jones begon haar carrière in de jeugdopleiding van Chelsea waarvoor ze haar debuut maakte op 27 januari 2021 in een 4-0 uitoverwinning op Aston Villa. Op 16 april 2021 mocht Beever-Jones voor de eerste keer in de basisopstelling starten tegen de London City Lionesses.
Na verhuurperiodes aan Bristol City en Everton FC keerde Beever-Jones terug bij Chelsea in het seizoen 2023-2024. Op 14 oktober 2023 mocht ze invallen voor Sam Kerr. In de volgende wedstrijd tegen Brighton Hove & Albion scoorde ze haar eerst doelpunt in de Super League. In de daaropvolgende vier wedstrijden wist Beever-Jones ook te scoren. 

## Statistieken
| Seizoen | Club         | Land     | Competitie   | Wedstrijden | Doelpunten |
| ------- | ------------ | -------- | ------------ | ----------- | ---------- |
| 2020/21 | Chelsea FC   | Engeland | Super League | 2           | 0          |
| 2021/22 | Bristol City | Engeland | Super League | 6           | 5          |
| 2022/23 | Everton FC   | Engeland | Super League | 16          | 2          |
| 2023/24 | Chelsea FC   | Engeland | Super League | 17          | 1          |
| 2024/25 | Chelsea FC   | Engeland | Super League | 22          | 9          |
| Totaal  | Totaal       | Totaal   | Totaal       | 63          | 27         |

Laatste update: 27 juli 2025

## Interlandcarrière
Beever-Jones werd voor het eerst opgeroepen voor het Engelse nationale team op 14 mei 2024 voor Nations League 2025 wedstrijden die gespeeld werden die zomer. Ze maakte haar debuut op 12 juli 2024 door als invalster binnen de lijnen te komen in de 89ste minuut van een 2-1 overwinning op Ierland.
Beever-Jones wist op 4 april 2025 haar eerste interlanddoelpunt te maken in een 5-0 overwinning op België. Een maand later maakte ze een hattrick in een 6-0 overwinning op Portugal. Ze was de tweede Engelse vrouwenspeelster met een hattrick in het Wembley Stadium na Beth Mead.
Op 6 juni 2025 werd Beever-Jones opgenomen in de Engelse selectie voor op het EK 2025 in Zwitserland. In het derde groepsduel tegen Wales bepaalde ze de eindstand op 6-1 in de 89ste minuut. Met haar land werd Beever-Jones op 27 juli 2025 Europees kampioen door in de finale na penalty's af te rekenen met Spanje.
1 Hampton ·
2 Bronze ·
3 Charles ·
4 Walsh ·
5 Greenwood ·
6 Williamson  ·
7 James ·
8 Stanway ·
9 Mead ·
10 Toone ·
11 Hemp ·
12 Le Tissier ·
13 Moorhouse ·
14 Clinton ·
15 Morgan ·
16 Carter ·
17 Agyemang ·
18 Kelly ·
19 Beever-Jones ·
20 Park ·
21 Keating ·
22 Wubben-Moy ·
23 Russo ·
Coach: Wiegman